# Symacho
Symacho (* etwa 5 nach Chr.) war Prinzessin von Charakene und Königin von Adiabene.

## Herkunft

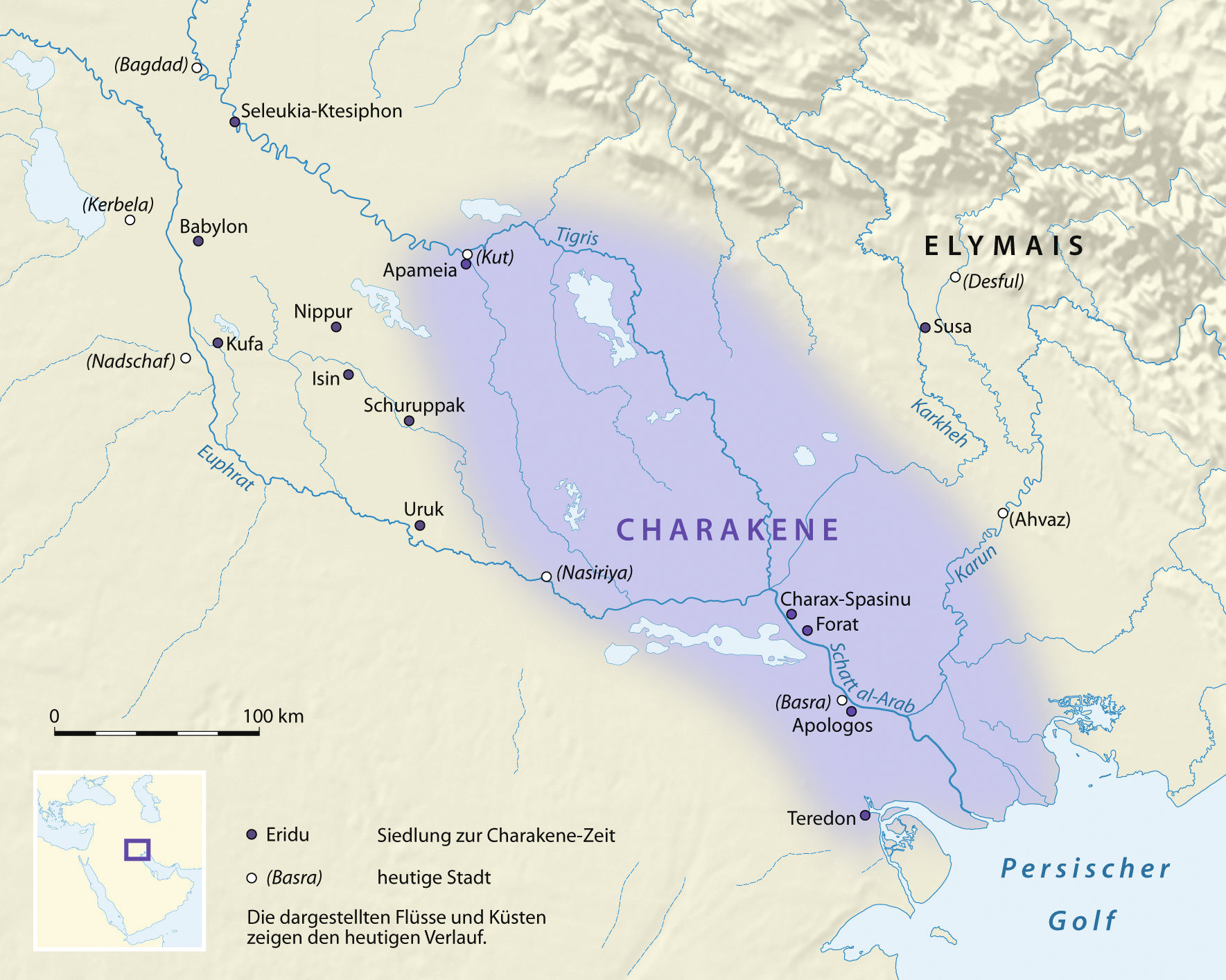
Lage Charakenes um 51 v. Chr.

Symacho stammte aus dem Haus der Könige von Charakene (auch Mesene), die einen kleinen Vasallenstaat des Partherreiches beherrschten, deren Hauptstadt Charax Spasinu ein wichtiger Handelsplatz auf der Seidenstraße von Indien nach Mesopotamien war. Das Reich bestand rund 350 Jahre und ging um 222 n. Chr. mit der Eroberung durch die Sassaniden unter. Ihr Vater war Abinergaos I. König der Charakene (etwa 10/11 bis 13/14 und nochmals 22/23 n. Chr.), der vom jüdischen Historiker Flavius Josephus erwähnt wird.

## Leben
Symacho war wie ihre Vorfahren heidnischer Religion, kam jedoch am Hof ihres Vaters in Kontakt mit dem jüdischen Händler – vermutlich hellenistischer Herkunft – Ananias von Adiabene, der dort eine wichtige Rolle spielte und erfolgreich bemüht war, die heidnischen Bewohner der Hauptstadt des Königreiches Charax Spasinu zum Judentum zu bekehren. Sein größter Erfolg war die Bekehrung von Symacho, da sie als Tochter des Königs eine Reihe von Frauen der führenden Kreise zum gleichen Schritt veranlasste. Sie war verheiratet mit einem Prinzen aus dem Haus der Könige von Adiabene, Izates, der am Hofe ihres Vaters lebte und durch ihren Einfluss gleichfalls zum Judentum übertrat.
Izates folgte im Jahr 36 n. Chr. als Izates II. auf seinen Vater, Monobazos I., als König von Adiabene. Symacho wurde dadurch zur Königin dieses Staates. Dieser lag in Mesopotamien, zwischen den Flüssen Lycus (Großer Zab) und Caprus (Kleiner Zab), die Teil des Flusssystems des Schatt al-Arab im heutigen Irak sind. Nach dem römischen Historiker Ammianus Marcellinus († etwa 395) gehörten zum Königreich Adiabene unter anderem auch die Städte Ninive (am Tigris, im heutigen Irak), Ekbatana (die alte Hauptstadt des Mederreiches und Residenz der persischen Großkönige im Achämenidenreich – heute Hamadan im Iran) und Gaugamela (nördlich von Ninive im heutigen Irak). Symacho dürfte den Rest ihres Lebens in der Hauptstadt des Königreiches Adiabene, in Arbela, einer der ältesten Städte der Welt, dem heutigen Erbil (Hauptstadt der Autonomen Region Kurdistan im Irak) verbracht haben. Das Jahr ihres Ablebens ist nicht bekannt.

## Ehe und Nachkommen
& Izates II., König von Adiabene (36 – 60 n. Chr.)
Kinder:
Nach Christian Settipani hatte sie fünf Kinder, darunter
- Ne, Prinzessin von Adiabene (* etwa 30 n. Chr.)

& Mannos VI., König von Osrhoene (57 – 71 n. Chr.)
Enkel:
- Awde, Prinzessin von Osrhoene (* 45/50) ⚭ Mithridates, König von Armenien (72 – 76)

Nachkommen: die Könige von Armenien; die Häuser Suren-Pahlav, Mamikonian etc.
- Abgar VI., König von Osrhoene (71 – 91)
- Izates, Prinz von Osrhoene

Nachkommen: die folgenden Könige von Osrhoene bzw. von Edessa